# Nelore marha
A Nelore marha vagy Nellore marha a zebu (Bos taurus indicus) ázsiai ágának egyik fajtája, melyet az indiai Ongole marhából tenyésztettek ki.
A fajta kitenyésztése már Indiában elkezdődött, de ott még csak Ongole formában. A Nellore megnevezést az indiai Ándhra Prades államban levő Nellore kerület tiszteletére adták neki. A modern, mai fajta a brazíliai áttelepítés és az ottani ipari mértékű tenyésztése után vált ismertebbé. Két fő jellemzője a tejfehér testszín (a színe lehet piszkosfehér, szürke vagy sárgás árnyalatú), valamint a zebukra utaló hatalmas púpja a vállai és tarkója fölött. A toroklebenye is eléggé nagy, azonban a zebuk között az egyik legrövidebb füllel rendelkezik. Hosszú lábai alkalmasak a mocsaras helyeken való tartáshoz, valamint az évszakos vándorláshoz.
Számos példánya természetesen szarvtalanított, bár a legtöbbször a szarvval rendelkezőket is szarvtalanítják. Igen jól alkalmazkodó marhafajta, csak a tartós hideget nem tűri, emiatt főleg a trópusokon és szubtrópusokon tenyésztik. A magas hőmérsékletet jól bírja, a legtöbb élősködővel és betegséggel szemben immunis. A világon Brazília a legnagyobb Nelore marha tenyésztő.

## Története és használata
Brazíliába 1868-ban hozták be az első Ongole marhapárt; ezeket a Bahia állambeli Salvador da Bahiába telepítették. 1878-ban a Rio de Janeiro-i állatkert dolgozója, Manoel Ubelhart Lemgruber két másik Ongole-t hozatott a hamburgi állatkertből. Az 1960-as években Indiából még 100 példányt hoztak be a dél-amerikai országba. A Nelore marha anyakönyvezettet 1975-ben alapították.
A 20. század első évtizedeiben Brazíliában a közkedvelt zebutípus még az indobrazíliai marha volt. Azonban az 1960-as évektől kezdve egyre nagyobb teret vesztett a Nelore marhával szemben, amelynek tűrőképessége, igénytelensége, valamint az élősködőkel és betegségekkel való jobb ellenálló képessége miatt tenyésztése hasznosabbá vált. Elléskor a tehén nem igényel emberi jelenlétet, tehát félvadon is jól megvan. 2015-ben Brazíliában a húsmarhák több mint 80%-át (körülbelül 167 000 000 egyed) Nelore marhák vagy ezeknek hibridjei alkották. Az utóbbi évtizedekben a fajta bikáit nagy számban exportálták az Amerikai Egyesült Államokba, Venezuelába és több más országba is.
A Nelore marhafajta legfőbb tenyészbikái a következők voltak: Karvardi, Taj Mahal, Golias, Godhavari, Rastan, Akasamu és Padhu.

## Képek

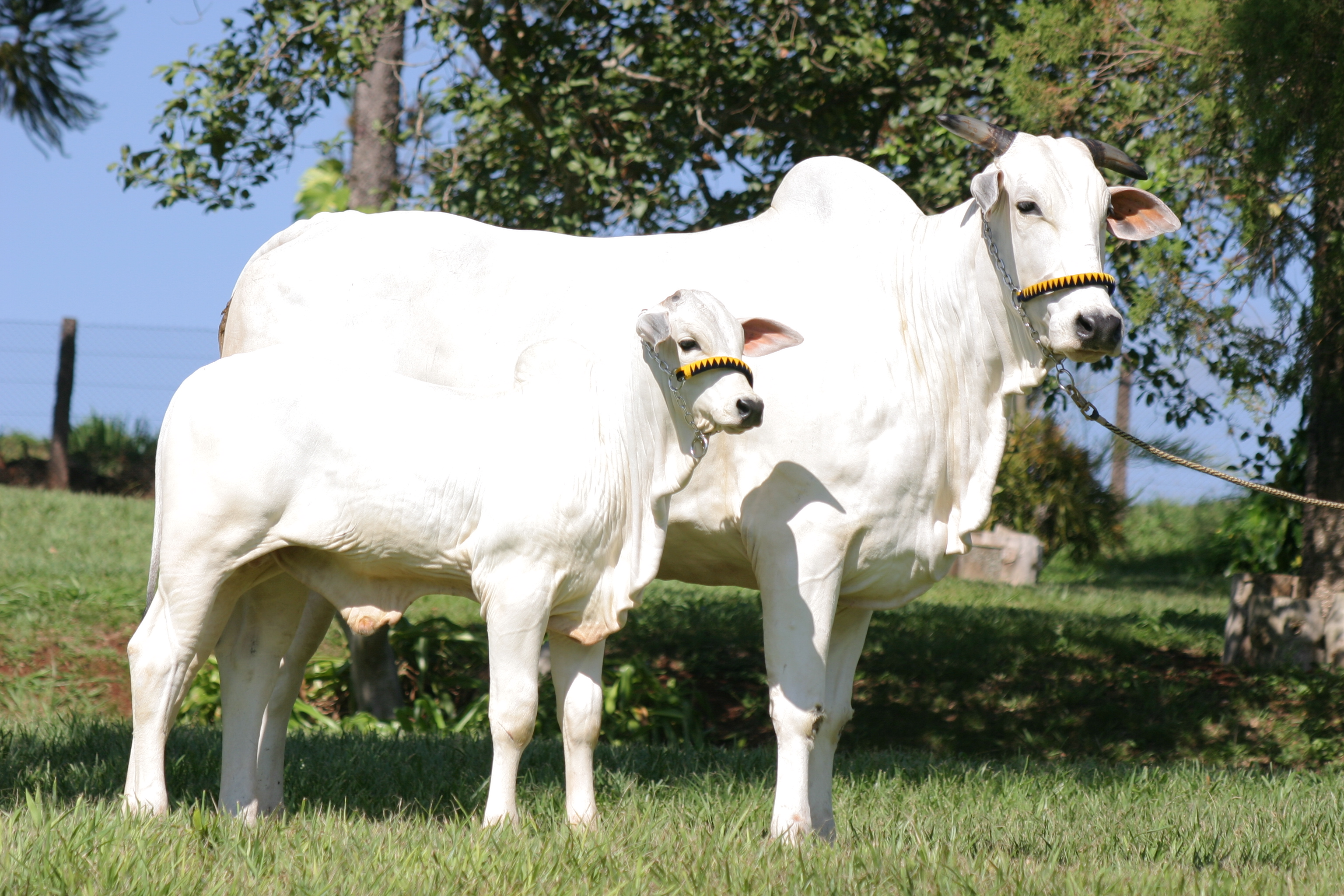
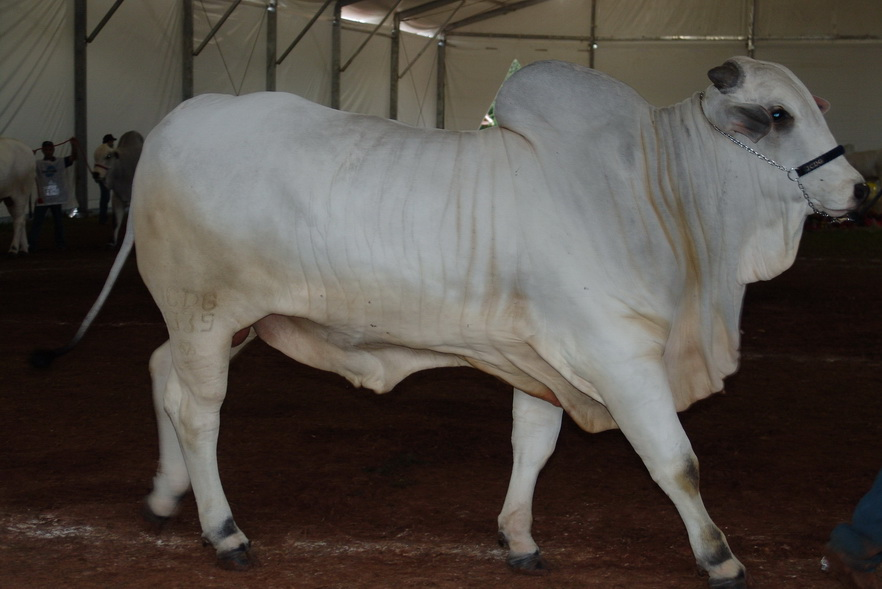
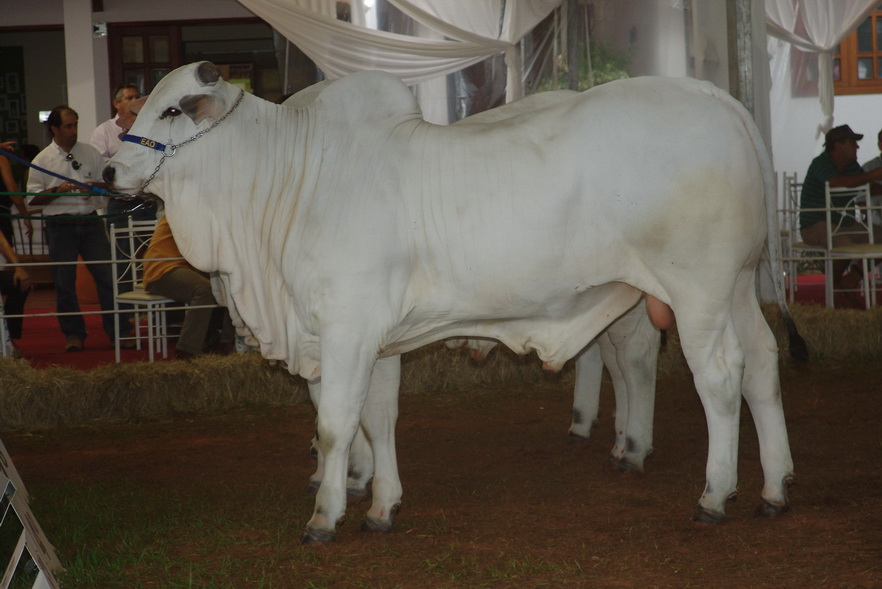
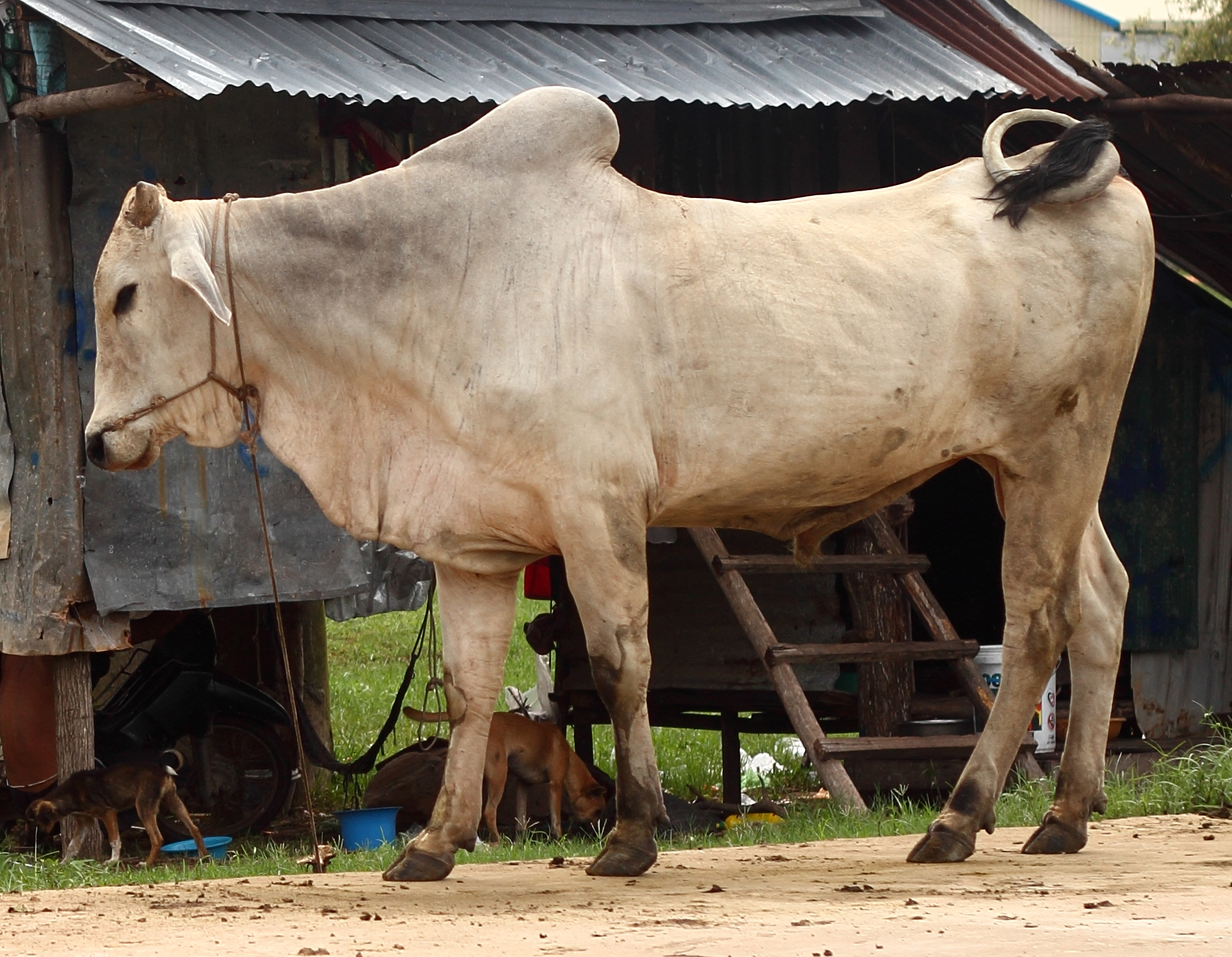
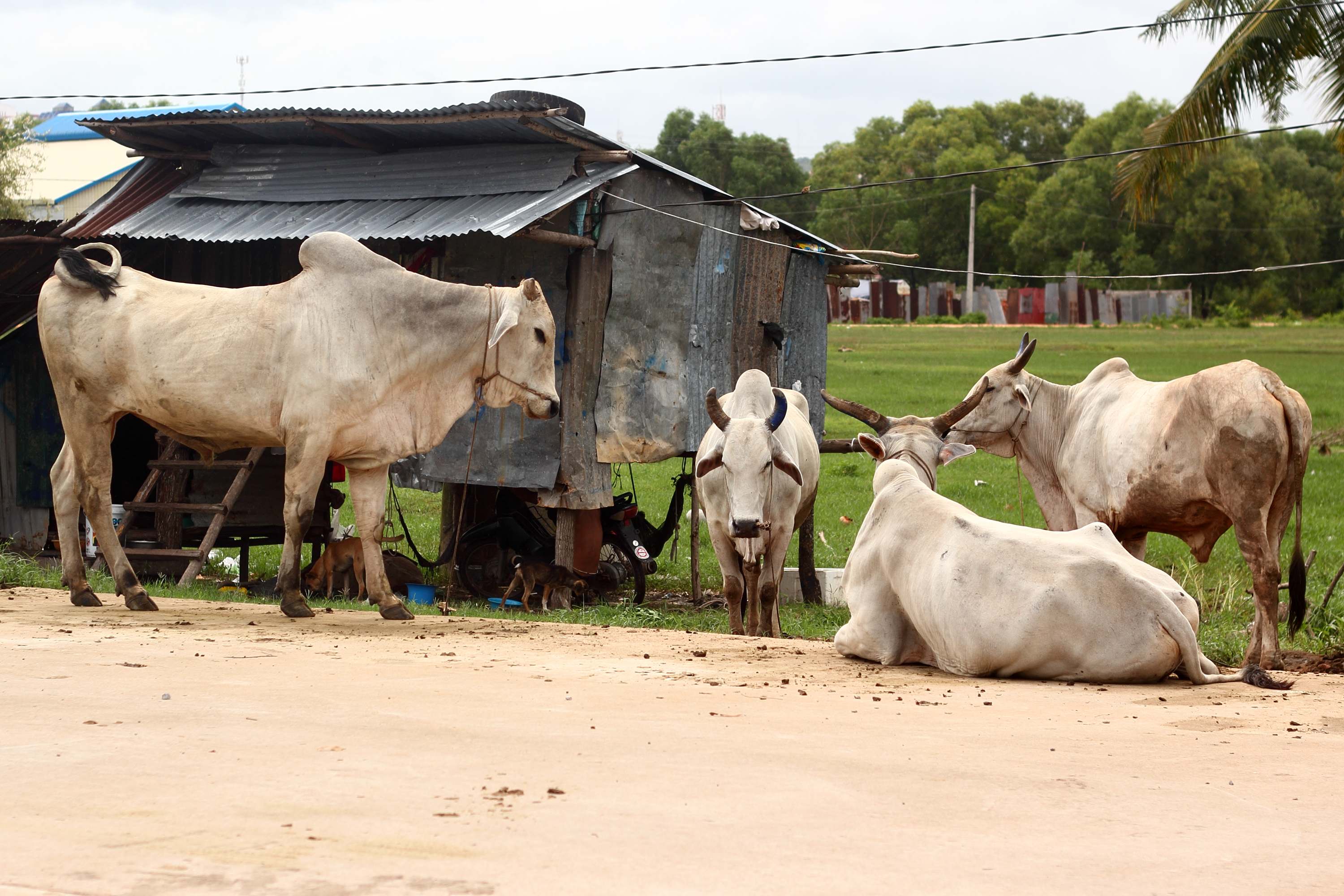
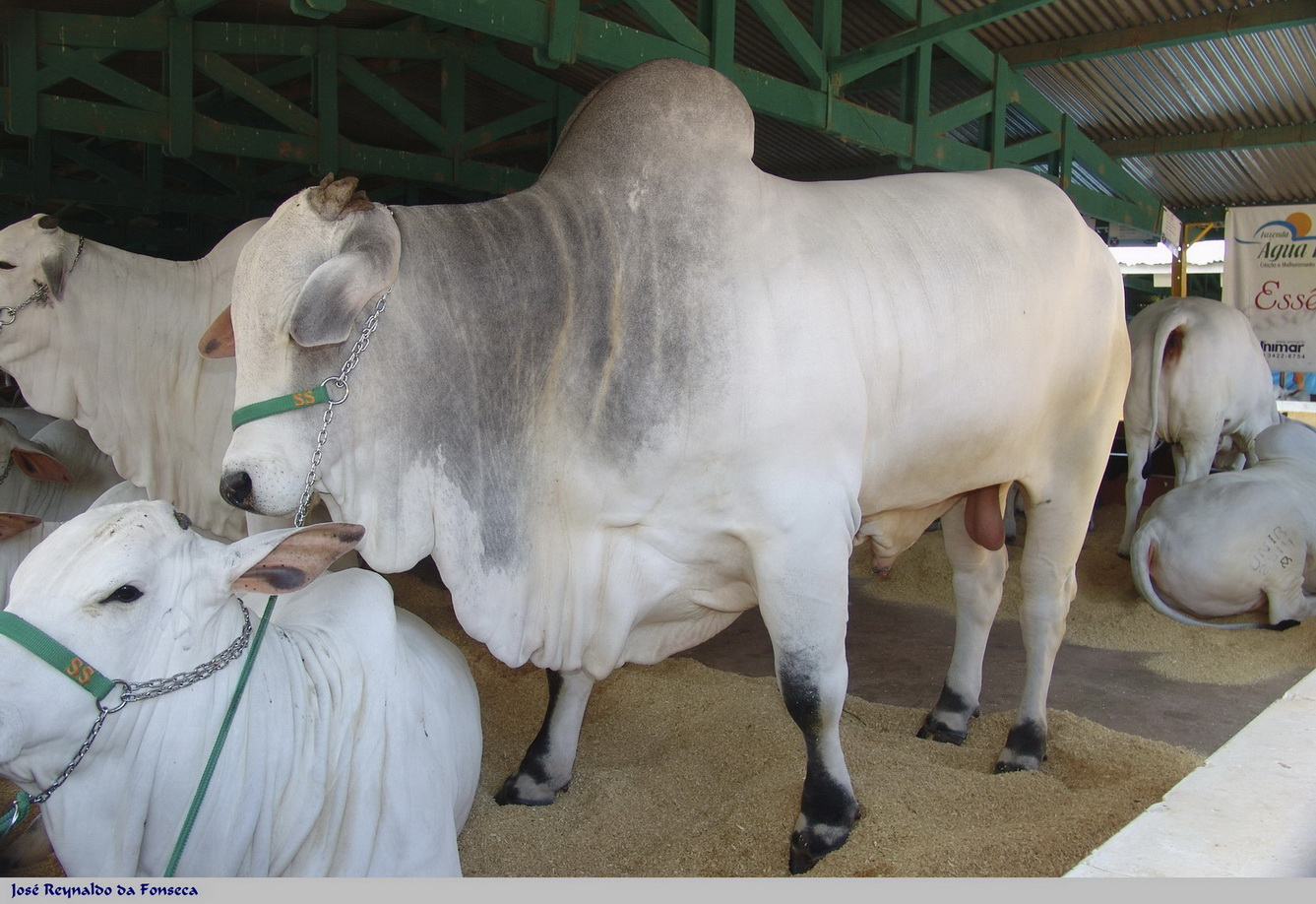
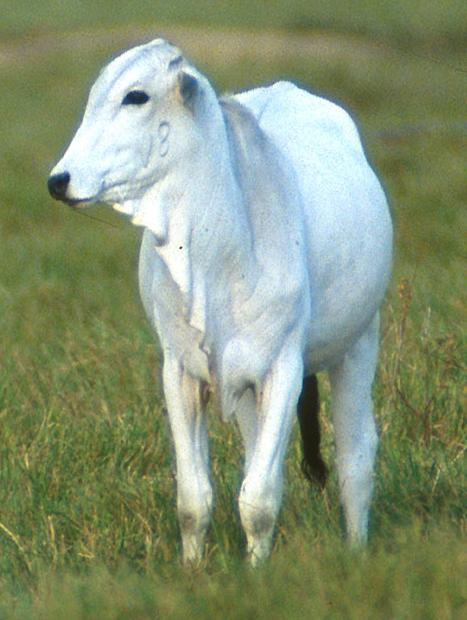

## Fordítás
- Ez a szócikk részben vagy egészben  a   Nelore című angol Wikipédia-szócikk ezen változatának fordításán alapul.  Az eredeti cikk szerkesztőit annak laptörténete sorolja fel. Ez a jelzés csupán a megfogalmazás eredetét és a szerzői jogokat jelzi, nem szolgál a cikkben szereplő információk forrásmegjelöléseként.